# 代役
代役（だいやく）とは、映画・テレビドラマなどで、役を演じる俳優が何らかの理由により演じる事が出来ない場合に用いられる役者の事である。
映画、ドラマでは俳優に似た体型の者、アニメーションでは声が似ている声優が起用される。
基本的には後ろ姿など、顔は極力出さない場合がほとんどである。役の範疇は大人に限らず子役まで及び、子役の場合運動能力による演技を要求された場合、代役を立てるケースがある。
日常生活でも、ある事例の実行役に本来決まっていた者が何らかの理由により実行できない、あるいは事例の実行役になるべき者が不在の場合に立てられる人物を「代役」と呼ぶ。